# Antje Vowinckel
Antje Vowinckel (* 14. Dezember 1964 in Hagen) ist eine deutsche Klangkünstlerin, Komponistin, Musikerin, Hörspielmacherin, und Performerin.

## Leben
Vowinckel studierte Germanistik mit den Nebenfächern Musik (Querflöte und Klavier) und Soziologie an der Universität Bielefeld und promovierte über Collagen im Hörspiel. Die Entwicklung einer radiophonen Kunst. Anschließend absolvierte sie ein Volontariat beim Südwestrundfunk und war dort ein Jahr als Dramaturgin tätig.
Seit 1994 schreibt und produziert sie eigene Hörstücke, Radio-Features und führt Regie. Als Komponistin erstellt sie Klangkompositionen, musiktheatrale Werke und installative Musik. Des Weiteren tritt sie auch als Musikerin in Performances auf.
Ihre radiophonen Arbeiten werden weltweit gesendet und ihre kompositorischen Werke werden international an Festivals und Veranstaltungsorten präsentiert, darunter Eclat-Festival Stuttgart, Ruhrtriennale, Biennale Bonn, Hammer Museum Los Angeles, Sophiensäle Berlin, Issue Project Room New York, Zentrum für Kunst und Medien (ZKM) Karlsruhe, Il Cantiere Rom, Akademie der Künste Berlin und British Council. Mehrfach wurde sie zudem als Jurorin, Kuratorin und Dozentin eingeladen.
Vowinckel ist Preisträgerin internationaler Wettbewerbe, darunter der Prix Ars Acustica des spanischen Rundfunks RNE, Karl-Sczuka-Förderpreis, Hörspielpreis der Akademie der Künste (ARD-Hörspielpreis), Medienpreis Plopp-Award, Prix Europa, Preis für Sound Art bei CMMAS-Mexico und der ZKM-Preis.
2020 wurde sie für den Deutschen Musikautorenpreis, Kategorie Klangkunst, nominiert. Sie erhielt zudem zahlreiche Stipendien, unter anderem bei Cité Internationale des Arts Paris, Casa Baldi Rom und Villa Aurora Los Angeles, sowie das Arbeitsstipendium für Neue Musik und Klangkunst des Berliner Senat.
Antje Vowinckel lebt in Berlin. Im Dezember 2021 wurde sie als ordentliches Mitglied in die Akademie der Wissenschaften und der Literatur Mainz aufgenommen.

## Werke (Auswahl)
- 2022: K.I.T.A. – Das Menschenmögliche (zusammen mit Carina Pesch), WDR/DLF Kultur
- 2020: Hubraum für zwei vibrierende Lautsprecher und Objekte, Internationales Künstlerhaus Villa Concordia
- 2019: newsroom. sound aquarium, Klang-Aquarium, State-Studio Berlin[2]
- 2018: Goethe to go. Eine Sprechlandschaft. Klangkomposition DLF/HR
- 2018: buttermilk, Komposition mit Dialektimitationen
- 2017: Wieviele Fehler sehen Sie in diesem Bild, Performance für Filmfragmente, Stimme und Objekte
- 2017: Galapagos-Kreuzblende. Mehrkanal-Installation und Radiostück, SWR
- 2016: Melody minus one. Eine Jagd. WDR
- 2016: Real ist der Verdacht Klangstück in Modulen für TrucktracksRuhr
- 2014: Goarse things, A spoken landscape, Autorenproduktion
- 2014: Roman im Glas, Türkische Klangvitrinen nach Motiven von Orhan Pamuk, Hessischer Rundfunk/Südwestrundfunk,
- 2014: The goal, Klangkomposition mit internationalen Fussballreportagen
- 2014: Sink or Swim, fünf musikalische Rettungsmaßnahmen mit xlr-female, Sophiensäle Berlin
- 2013: Wenn Sie mehr hören wollen, Wurfsendungen für Deutschland Radio zusammen mit Chris Heenan
- 2012: Folgen Sie mir pausenlos. Ein Speakview, Radiokomposition mit automatischen Sprechern, Ursendung am 8. Juni im DeutschlandRadio
- 2011: Terra Prosodia, Serie von Klangkompositionen mit europäischen Dialekten, Ursendung am 11. November, Westdeutscher Rundfunk Köln
- 2010: Szenische Komposition für Blechbläsertrio, Uraufführung am 2. Dezember im Schauspielhaus Berlin
- 2009: Wir sagen Hallo, Autorenproduktion
- 2009: Hier und da, Klangkompositionen, mit Kai Fagaschinski, Klarinette, und Michael Thieke, Klarinette
- 2008: the last thing you do, szenische Komposition zum Feature 2% Gott. Schneidige Helden in L.A.
- 2007: rochenununterbrochen. eine automatische stunde, Westdeutscher Rundfunk Köln
- 2006: Abkürzungen und Umwege, zehn “Wurfsendungen”, Deutschlandradio
- 2006: 3 mal weekend 2006, Klangkompositionen, Bayerischer Rundfunk
- 2006: Steam. New York City Earshots, zusammen mit Alessandro Bosetti, Westdeutscher Rundfunk Köln
- 2005: Call me yesterday, Text-Klangkomposition aus internationalen Sprachkursen, Autorenproduktion,
- 2004: Die Zähler, O-Ton-Klangkomposition, Westdeutscher Rundfunk Köln
- 2003: Neon 2003, Installation in der UDK Berlin
- 2002: Primfisch, dreigeteilt, SWR, Regie: Robert Matejka
- 2000: Nachricht aus Bastia (Bastia-Ruckzuck-Kawumm), Autorenproduktion
- 2000: Daily Soap, Hörspiel nach einem Briefwechsel aus dem Health-Magazin, Südwestrundfunk
- 1999: Prim und Rund, O-Ton-Collage, Südwestrundfunk
- 1996: Sei ein Frosch, Regie: Thomas Leutzbach, Westdeutscher Rundfunk Köln
- 1996: Hier entlang zum Lizzard-King. Unmögliches Interview mit Jim Morrison, Regie: Ulrich Lampen SWF
- 1996: Fragen im Scheinfrühling. Unmögliches Interview mit John Cage, Südwestfunk
- 1994: Sternenhimmel, 9 Uhr 26, Regie: Johannes Hertl, Südwestrundfunk

## Auszeichnungen
- 2023: Nominierung für den Hörspielpreis der Kriegsblinden mit K.I.T.A. – Das Menschenmögliche (zusammen mit Carina Pesch)
- 2020: Nominierung für den Deutschen Musikautorenpreis, Kategorie Klangkunst[6]
- 2019: Stipendiatin im Internationalen Künstlerhaus Villa Concordia in Bamberg[7]
- 2018: Special Mention für buttermilk beim kanadischen Wettbewerb 60secondsradio
- 2014: Preis, Kategorie Sound Art beim CMMAS-Mexico, für The goal[8]
- 2012: Lobende Erwähnung beim Prix Ars Electronica für Terra Prosodia
- 2011: ZKM-Preis Ferrari recouté für Ferrari entre
- 2011: HR2-Hörbuch-Bestenliste für Kurze Interviews mit fiesen Männern
- 2008: Nominierung für den Prix Italia, 2% Gott. Schneidige Helden in L.A. Südwestrundfunk
- 2007: lobende Erwähnung beim internationalen Wettbewerb für radiophone Klangkunst Phonurgia Nova (Arles/Frankreich) für rochenununterbrochen. eine automatische stunde
- 2005: Prix Ars Acustica (Klangkunstpreis von Radio Nacional des Espana) für Call me yesterday
- 2005: Karl-Sczuka-Förderpreis für Call me yesterday
- 2001: Hörspielpreis der Akademie der Künste (ARD-Hörspielpreis) zusammen mit Falk Richter für Nothing hurts
- 2000: Medienpreis Plopp-Award für Nachricht aus Bastia
- 2000: Prix Europa für Daily Soap

## Veröffentlichungen
- 2016: Der O-Turn, in: Sprache. Ein Lesebuch von A–Z. hrsg. vom Deutschen Hygiene-Museum Dresden, 2016.
- 2014: Terra Prosodia. In: KUNSTMUSIK#16, 2014, ed. by Marc Sabat. Köln, world-edition,  2014
- 2013: Lecture zu Terra Prosodia. Klangkunst mit Sprechmelodien, UDK-Sound studies, 2013
- 2012: Ars sonora. Una experienca de arte sonoro en radio, colccione exploraciones (mit Ausschnitt aus Call me yesterday)
- 2012: Echtzeitmusik, mikroton, 2012 (darauf: Fälle und Vorfälle). Echtzeitrachen. Kleine Vorgeschichte des Hörstückes rochenununterbrochen, in: Echtzeitmusik 2012.
- 2011: ZKM milestones: Luc Ferrari: jetzt oder wahrscheinlich ist dies mein Alltag in der Verwirrung der Orte und der Augenblicke (mit Antje Vowinckel: „Ferrari entre“)
- 2011: Selbstbestimmung einer Szene. wolke-verlag: Berlin 2011.
- 2010: Tupper-Mozart. Über Musik im Nicht-Musik-Feature. In: Geschichte und Ästhetik des Radiofeatures. Beiträge des ersten Rendsburger Featuresymposiums 2010. ISBN 978-3-8482-0385-7, S. 110–128.
- 2010: SWR: Kurze Interviews mit fiesen Männern. Hörspiel / David Foster Wallace. Hörspielbearb., Regie und Klangkomposition: Antje Vowinckel. Mit Milan Peschel, Max Hopp, Wanja Mues u. a., München 2010, ISBN 978-3-86717-685-9.
- 2009: Call me Yesterday. Text-Sound-Composition From International Language Courses, Album, CD, 50 min, veröffentlicht auf dem Label Charizma (charizma 0037)
- 2008: Max. Box.Vox. Über elektroakustische Musik in Live-Situationen, Radioessay, HR 2008 und Vortrag für Festival „on/off“ in Limburg
- 2006: Pressplay, die Anthologie der freien Hörspielszene; Neufeind, 2006 (CD, darauf: Nachricht aus Bastia), O-Mix. Über Hörspielmaterial, Authentizität im Radio und ein Stück von Hermann Bohlen, in: Material Re Material. Texte und Statements des Symposions zur Sonic Arts Lounge. MaerzMusik 2003.
- 1998: online-offline. Ansätze eines interaktiven Hörspiels. In: Jörg Helbig (Hrsg.): Intermedialität. Theorie und Praxis eines interdisziplinären Forschungsgebiets. Schmidt: Berlin 1998.
- 1995: Antje Vowinckel: Collagen im Hörspiel. Würzburg 1995. ISBN 3-8260-1015-9

## Diskographie
- Tuning Butterflies (Ars Acustica / Komposition), Errant bodies records 2019
- Fälle und Vorfälle (Ars Acustica / Komposition), echtzeitmusik 2012
- Terra Prosodia (Ars Acustica / Komposition), Gruenrekorder 2014
- Nachricht aus Bastia (O-Ton-Hörspiel), pressplay 2000[2]